# ブライアン・ディンケルマン
ブライアン・アダム・ディンケルマン（Brian Adam Dinkelman, 1983年11月10日 - ）は、アメリカ合衆国・イリノイ州セントレーリア出身の元プロ野球選手（二塁手、外野手）。右投左打。

## 経歴
2006年MLBドラフトでミネソタ・ツインズから8巡目（全体246位）で指名され、6月8日に契約を結んだ。この年は、傘下のルーキー+級エリザベストン・ツインズで46試合に出場した。
2007年はA級ベロイト・スナッパーズで開幕を迎えた。この年のミッドウェストリーグのオールスターゲームで、西地区代表に選出された。6月にA+級フォートマイヤーズ・ミラクルへ昇格した。
2008年はA+級フォートマイヤーズで63試合に出場した。この年のフロリダ・ステートリーグのオールスターゲームの南地区代表に、同僚のロブ・デラニー、ジェフ・マンシップ、アンソニー・スラマ、ダニー・バレンシアと共に選出された。その後、AA級ニューブリテン・ロックキャッツに昇格した。
2009年は開幕をAA級ニューブリテンで迎え、5月の第1週の週間MVPに選出された。その後も活躍し、2003年以来となるポストシーズン進出に大きく活躍した。
2010年はAAA級ロチェスター・レッドウイングスで137試合に出場した。
2011年は開幕をAAA級ロチェスターで迎えた。6月2日にメジャーに昇格し、4日のカンザスシティ・ロイヤルズ戦でメジャーデビューを果たした。6月16日にAAA級ロチェスターへ降格したが、ロースター拡大後の9月5日に再昇格した。オフの10月22日に40人枠外となり、FAとなったが、11月10日にマイナー契約を結び、残留した。
2012年は開幕をAAA級ロチェスターで迎えた。怪我で2ヶ月欠場した影響もあり74試合の出場に留まった。オフの10月29日に再びマイナー契約で残留した。
2013年も開幕をAAA級ロチェスターで迎えた。この年は、主に控えで起用された。最終的に89試合に出場に留まった。オフにFAとなり、この年限りで現役を引退した。
現役引退後はツインズ傘下のマイナー球団で指導者となり、2019年からは傘下A級シーダーラピッズ・カーネルズの監督を務めている。

## 詳細情報

### 背番号
- 26 (2011年)